# Danville (Californië)
Danville is een plaats in Contra Costa County in Californië in de VS.

## Geografie
Danville bevindt zich op 37°48′41″Noord, 121°58′27″West. De totale oppervlakte bedraagt 46,9 km² (18,1 mijl²) wat allemaal land is.

## Demografie
Volgens de census van 2000 bedroeg de bevolkingsdichtheid 890,3/km² (2305,6/mijl²) en bedroeg het totale bevolkingsaantal 41.715 dat bestond uit:
- 86,30% blanken
- 0,92% zwarten of Afrikaanse Amerikanen
- 0,21% inheemse Amerikanen
- 9,00% Aziaten
- 0,12% mensen afkomstig van eilanden in de Grote Oceaan
- 0,91% andere
- 2,55% twee of meer rassen
- 4,66% Spaans of Latino

Er waren 14.816 gezinnen en 11.867 families in Danville. De gemiddelde gezinsgrootte bedroeg 2,78.

## Plaatsen in de nabije omgeving
De onderstaande figuur toont nabijgelegen plaatsen in een straal van 16 km rond Danville.

## Geboren
- Rob Heidger (1969), beachvolleyballer